# 天主教本格拉教區
天主教本格拉教區（拉丁語：Dioecesis Benguelensis）是安哥拉一個羅馬天主教教區，屬萬博總教區。
教區成立於1970年6月6日，位於本格拉省，2006年有教友1,116,000人（佔轄區總人口48.5%）、四十二個堂區、135名司鐸。現任教區主教為猶金·達爾科索。